# FNsteel
FNsteel — международный сталелитейный концерн, производства которого расположены в Финляндии, Швеции, Германии и Эстонии.

## История
В июне 2011 года компания Ovako UK сменила название на FNsteel (Finland Netherlands Steel).
Концерн имел в Финляндии заводы в городах Таалинтехдас и Ханко. На заводе в Ханко работало 270 человек, а в Таалинтехдас — 180. На 2010 год оборот концерна составлял 350 млн евро, а производство — 600 тыс. тонн стали в год.
В 2012 году концерн принял решение о закрытии заводов в Финляндии в связи подорожанием сырья и ухудшением рыночной ситуации. Кроме 450 сотрудников производства, около 200 субподрядчиков FNsteel в Финляндии подверглись угрозе увольнения.